# Orpheus (Liszt)
Orpheus ist eine Symphonische Dichtung von Franz Liszt aus dem Jahr 1854.

## Kontext der Entstehung
Ab 1848 wirkte Liszt als Hofkapellmeister in Weimar, wodurch er auch musikalischer Leiter des Hoftheaters war. Er baute das Theater zu einer bedeutenden Spielstätte von Opern aus, von denen er selber viele dirigierte. Gleichzeitig beschäftigte er sich mit Orchestermusik und speziell mit der Gattung der Symphonischen Dichtung, die er, inspiriert durch Hector Berlioz, entwickelt hatte. Seine vierte Symphonische Dichtung widmete er dem antiken Barden Orpheus. Dieses rund zehnminütige Orchesterwerk brachte er selbst am 16. Februar 1854 zur Aufführung, gewissermaßen als Vorspiel zur berühmten, demselben Stoff gewidmeten Oper Orfeo ed Euridice von Christoph Willibald Gluck, die er anschließend ebenfalls selbst dirigierte. Als Kompositionsort darf man die Altenburg annehmen, in der Liszt während seiner Weimarer Zeit residierte und arbeitete.

## Programm und Komposition
Helm zählt Liszts Symphonische Dichtung nicht zur Gattung der Programmmusik, da sich dieses Werk nicht auf eine konkrete Textdichtung beziehe. Dennoch hat sie einen klar definierten außermusikalischen Bezug: In der Einführung zur Symphonischen Dichtung Orpheus behandelt Liszt den Orpheus-Mythos unter dem Gesichtspunkt des zivilisierenden Effekts der Musik. Dort heißt es unter anderem: Heute wie ehemals ist es Orpheus, ist es die Kunst, die ihre melodischen Wogen, ihre gewaltigen Akkorde wie ein mildes, unwiderstehliches Licht über die widerstrebenden Elemente ergiesst, die sich in der Seele jedes Menschen und im Innersten jeder Gesellschaft in blutigem Kampf befehden. (Franz Liszt: Einführung zu Orpheus, zit. nach Raabe: Liszts Schaffen. S. 89.)
Die Komposition zeichnet sich durch eine zart fließende und lyrische Melodik ohne rasche Übergänge oder Tempowechsel aus. Auffallend ist der leise Beginn mit Horn, Harfe und Streichern, auf den ein langgezogenes Crescendo folgt, das nach dem Höhepunkt in einem langen Decrescendo ausklingt.

## Besetzung
- Erste und Zweite Violinen, Violen, Violoncelli und Kontrabässe
- 1 Piccoloflöte, 2 Flöten, 2 Oboen, 1 Englischhorn, 2 Fagotte, 2 Klarinetten
- 4 Hörner, 2 Trompeten, 3 Posaunen, 1 Tuba
- Kesselpauken
- 2 Harfen